# Leonardo Sbaraglia

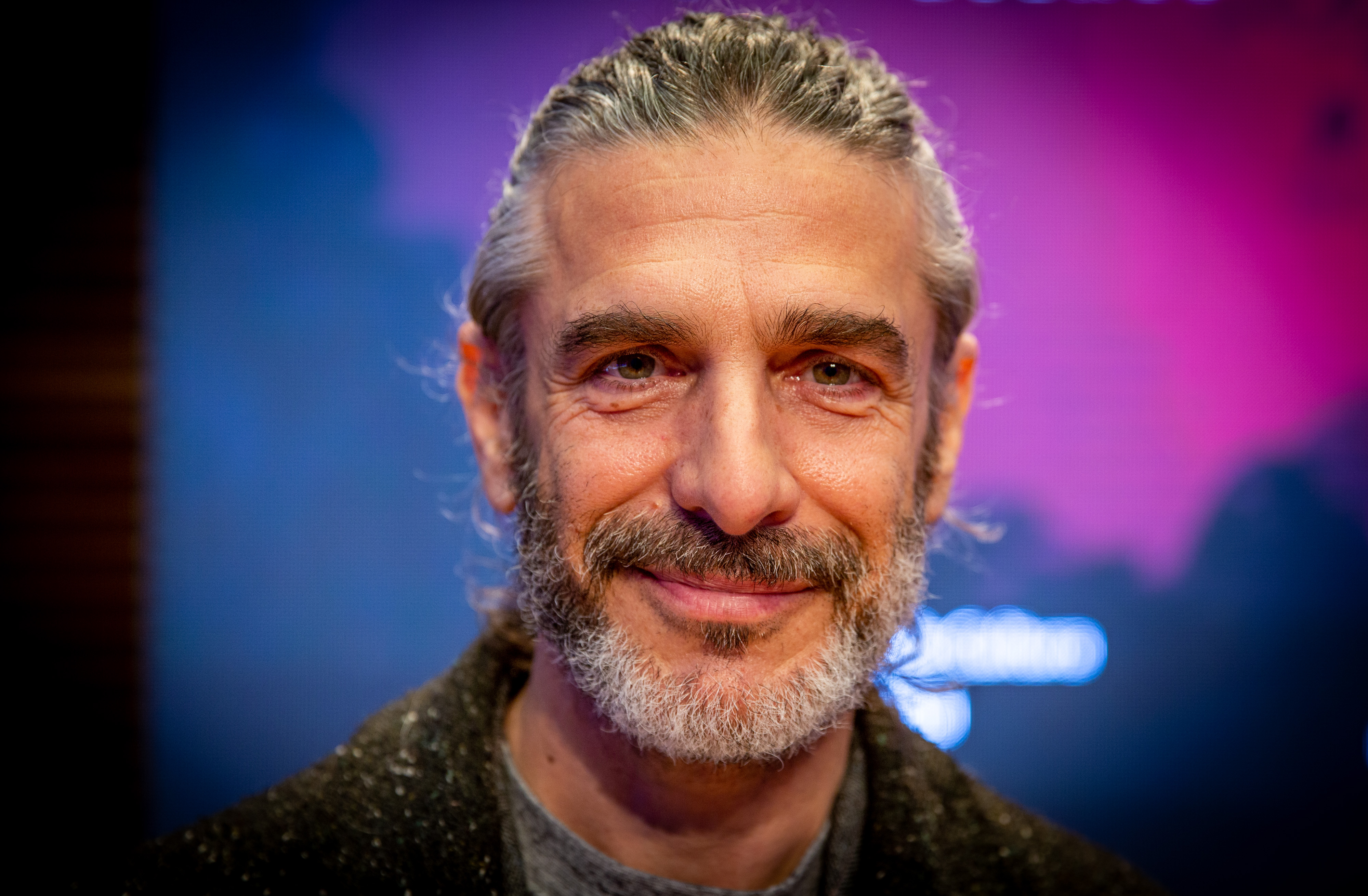
Leonardo Sbaraglia (2022)

Leonardo Máximo Sbaraglia (geboren am 30. Juni 1970 in Buenos Aires) ist ein argentinischer Schauspieler, der auch in spanischen und mexikanischen Filmen mitspielte.

## Leben
Seine Mutter Roxana Randon war eine lokale Schauspielerin und Theaterlehrerin. Seine Schauspielkarriere begann er mit 16 Jahren bei Night of the Pencils, einer politischen Dokumentation von Héctor Olivera. Im Jahr 1987 gewann er an Beliebtheit in der argentinischen Jugend für seine Rolle in der TV-Serie Clave de Sol. In den folgenden Jahren trat er in diversen TV- und Filmproduktionen sowie im Theater auf. Zum ersten Mal arbeitete er 1993 mit dem argentinischen Filmregisseur Marcelo Piñeyro im Film Tango feroz: la leyenda de Tanguito zusammen. Später arbeiteten sie bei weiteren Filmen zusammen.
Von 1998 bis 2008 lebte Sparaglia in Spanien. 2007 wurde er beim Filmpreis Goya
als bester Nebendarsteller im Film Salvador – Kampf um die Freiheit, in dem er an der Seite von Daniel Brühl spielte, nominiert.
Sbaraglia ist verheiratet und hat eine Tochter. Seit 2016 ist er von seiner Frau getrennt, auf dem Papier jedoch noch verheiratet.

## Filmografie (Auswahl)
- 1986: Die Nacht der tausend Schreie (La noche de los lápices)
- 1993: Tango Feroz
- 1994: Fuego gris
- 1995: Fotos del alma
- 1995: Stirb nicht, ohne mir zu sagen, wohin du gehst
- 1995: Wild Horses
- 1996: Kisses On the Forehead
- 1996: Carlos Monzon El Segundo Juicio
- 1997: Asche vom Paradies
- 2000: Burnt Money – Plata quemada
- 2000: Die Bücher und die Nacht
- 2001: Intacto
- 2002: Jenseits der Erinnerung
- 2002: Desire
- 2003: Carmen
- 2003: Cleopatra
- 2003: Utopia
- 2004: The Whore and the Whale
- 2005: The Hidden
- 2006: Salvador – Kampf um die Freiheit
- 2007: El rey de la montaña – Unsichtbare Gefahr
- 2007: The Contestant – Der Kandidat
- 2008: Santos
- 2008: Violanchelo
- 2008: Tagebuch einer Nymphomanin
- 2009: The Widows of Thursdays
- 2009: Night Runner
- 2010: No Return
- 2011: In the open
- 2011: Cowboy
- 2012: Cornelia at Her Mirror
- 2012: Vinyl Days
- 2012: Ein Freitag in Barcelona
- 2012: Red Lights
- 2013: Choele
- 2013: Alone with You
- 2013: The Critic
- 2014: Aire libre
- 2014: Wild Tales – Jeder dreht mal durch!
- 2016: At the End of the Tunnel
- 2016: Tiger, Blood in the Mouth
- 2016: Era el cielo
- 2016: Don’t Forget About Me
- 2018: The Uncovering
- 2018: Verurteilt – Jeder hat etwas zu verbergen
- 2019: Wasp Network
- 2019: Legado en los huesos
- 2019: Leid und Herrlichkeit
- 2020: Das Tal der geheimen Gräber Baztan -Trilogie
- 2023: Bird Box: Barcelona
- 2023–2024: Élite (Fernsehserie)